# Ebusco 2.2
De Ebusco 2.2 is een lagevloer-autobus van de Nederlandse busfabrikant Ebusco. De Ebusco 2.2 wordt in China geassembleerd met 80% Europese componenten. De bussen kunnen ongeveer negentig tot honderddertig mensen vervoeren en hebben een bereik van meer dan driehonderd kilometer op één lading, en kunnen binnen één uur volledig worden opgeladen.

## Types
Er zijn vier types van de Ebusco 2.2:
- LF (Low Floor): volledige lagevloerbussen (12 meter) met twee of drie deuren.
- LE (Low Entry): gedeeltelijke lagevloerbussen (12 of 12.9 meter) met twee deuren.
- 18m: gelede 18 meter bussen.

## Inzet
In Nederland zijn de bussen aan te treffen bij Qbuzz en Connexxion. Ook zijn twintig bussen besteld voor het streekvervoer en U-link in de concessie Regio Utrecht. Vanaf 2020 gaat ook Connexxion rijden met dit type bussen. Connexxion bestelde 156 bussen voor de concessies concessies Amstelland-Meerlanden en Haarlem-IJmond. Hierbij zijn de buitenspiegels vervangen door camera's om bij te dragen aan extra gemak voor chauffeur, meer veiligheid en schadereductie.
| Bedrijf                           | Type         | Aantal | Series          | Bouwjaar | Inzet                           | Opmerkingen | Afbeelding |
| België                            | België       | België | België          | België   | België                          | België | België     |
| --------------------------------- | ------------ | ------ | --------------- | -------- | ------------------------------- | --- | ---------- |
| Multiobus (De Lijn)               | 2.2 LE       | 10     | 656053 - 656062 | 2021     | Leuven                          | |            |
| Denemarken                        |              |        |                 |          |                                 | |            |
| DitoBus Linjetrafik               | 2.2 LF       | 2      | n.n.b.          | 2021     | Holbaek                         | |            |
| Duitsland                         |              |        |                 |          |                                 | |            |
| StadtBus Bocholt GmbH             | 2.2 LF       | 1      | 590             | 2019     | Bocholt                         | |            |
| SWB Bus und Bahn                  | 2.2 LF       | 4      | n.n.b.          | 2020     | Bonn                            | |            |
| Borkumer Kleinbahn                | 2.2 LF       | 1      | LER-BK 533      | 2019     | Borkum                          | |            |
| Transdev Rhein-Main               | 2.2 LF       | 13     | n.n.b           | 2020     | Frankfurt am Main               | |            |
| Münchner Verkehrsgesellschaft     | 2.2 LF       | 10     | 4021-4030       | 2019     | München                         | |            |
| Münchner Verkehrsgesellschaft     | 2.2 LF       | 2      | 4011, 4012      | 2018     | München                         | Tijdelijke bussen in afwachting van 2 nieuwe bussen, ex Qbuzz 6138 en 6139. De 4011 ging in 2024 terug naar Nederland, om bij Connexxion te gaan rijden als 2098.                                               |            |
| Verkehrsunternehmen Wartburgmobil | 2.2 LF       | 2      | n.n.b.          | 2019     | Thüringen                       | |            |
| Berlin Verkehrsbetriebe (BVG)     | 2.2 LF       | 90     | 1930-2019       | 2022     | Berlijn                         | |            |
| Nederland                         |              |        |                 |          |                                 | |            |
| Connexxion                        | 2.2 LE       | 29     | 2004-2032       | 2020     | Haarlem-IJmond                  | |            |
| Connexxion                        | 2.2 LE       | 16     | 2033-2048       | 2020     | Haarlem-IJmond (R-net)          | |            |
| Connexxion                        | 2.2 LE       | 49     | 2049-2097       | 2020     | Amstelland-Meerlanden (R-net)   | In de nacht van 11 op 12 december 2020 zijn de 2053, 2056, 2067 en 2068 uitgebrand op het terrein van Connexxion aan de Laan van Decima in Haarlem. 2071-2075 kregen in juni 2024 de witte Connexxion huisstijl |            |
| Connexxion                        | 2.2 LF       | 1      | 2098            | 2018     | Haarlem-IJmond                  | Ex Münchner Verkehrsgesellschaft 4011, exex Qbuzz 6138. |            |
| Connexxion                        | 2.2 LE 12.9m | 23     | 2108-2130       | 2020     | Amstelland-Meerlanden (R-net)   | Op 9 juni 2023 is de 2121 uitgebrand in Ter Aar. |            |
| Connexxion                        | 2.2 18m      | 39     | 9800-9838       | 2020     | Amstelland-Meerlanden (R-net)   | |            |
| Qbuzz                             | 2.2 LE       | 20     | 4650-4669       | 2020     | U-link Utrecht                  | |            |
| Qbuzz                             | 2.2 LF       | 37     | 6101-6137       | 2018     | stadsBuzz Drechtsteden, Fryslân | De 6136 en 6137 rijden tijdelijk in de concessie Fryslân. |            |
| Qbuzz                             | 2.2 LF       | 2      | 6138, 6139      | 2018     | stadsBuzz Drechtsteden          | Tijdelijke demobussen, sinds september 2019 in dienst bij MVG in München. 6138 is later teruggekeerd naar Nederland en is bij Connexxion gaan rijden als 2098.                                                  |            |
| Qbuzz                             | 2.2 LE       | 60     | 7301-7360       | 2019     | Streekbussen Groningen-Drenthe  | |            |
| Zwitserland                       |              |        |                 |          |                                 | |            |
| PostAuto Schweiz AG               |              | 20     | n.n.b.          | 2021     | Chur                            | |            |